# 문학동네
문학동네는 대한민국의 문학 전문 출판사이다. 1993년 12월 3일 설립되었다.
계간 《문학동네》창간(1994년), 청소년 문학잡지 《풋》과 문학서적 출판 등의 문학 관련 출판 사업을 하고 있다. 또한 문학동네작가상 등의 문학 관련 시상을 통해 신인 작가 발굴 사업도 하고 있다. 현재 문학동네에서 활동하는 작가로는 안도현 시인, 소설 《바람꽃은 시들지 않는다》를 쓴 유안진 교수(서울대학교 아동학과), 판화가 이철수 화백, 소설가 김훈 등이 있다.
한편, 산하 만화 출판사로 '애니북스'를 보유했지만 2020년 6월 2일 자체 내부사정 때문에 해당 회사(문학동네)와 통합됐다.
아울러, 한때 '북하우스'  '휴먼큐브' '알마' 등의 인프린팅 브랜드가 있었지만 이들은 뒷날 독립회사로 분사됐다.

## 문학동네 문학상
2017년부터 문학동네소설상, 문학동네작가상, 문학동네 대학소설상이 문학동네소설상으로 통합되었다.

### 문학동네소설상
| 회차        | 작가   | 작품                    |
| ----------- | ------ | ----------------------- |
| 제1회       | 은희경 | 새의 선물               |
| 제2회       | 전경린 | 아무 곳에도 없는 남자   |
| 제3회       | 윤애순 | 예언의 도시             |
| 제5회       | 김영래 | 숲의 왕                 |
| 제8회       | 이해경 | 그녀는 조용히 살고 있다 |
| 제10회      | 천명관 | 고래                    |
| 제11회      | 박진규 | 수상한 식모들           |
| 제12회      | 김언수 | 캐비닛                  |
| 제13회      | 김진규 | 달을 먹다               |
| 제15회      | 김기홍 | 피리부는 사나이         |
| 제17회      | 조남주 | 귀를 기울이면           |
| 제18회      | 이영훈 | 체인지킹의 후예         |
| 제21회      | 이유   | 소각의 여왕             |
| 제22회      | 도선우 | 스파링                  |
| 2017년 23회 | 황여정 | 알제리의 유령들         |

### 문학동네 어린이 문학상
- 제1회 조한서 『우리 친구 마우마우』 양혜원 『꼴찌로 태어난 토마토』
- 제3회 김성범 『숨쉬는 책, 무익조』 김나무 『베짱이 할아버지』
- 제4회 전경남 『신통방통 왕집중』 고재은 『강마을에 한번 와 볼라요?』
- 제5회 서하원 『UFO를 따라간 외계인』 김남중 『덤벼라, 곰』
- 제6회 문영숙 『무덤 속의 그림』
- 제7회 조은이 『소년왕』 백은하 『푸른빛으로 사라진 아이』
- 제8회 김려령 『내 가슴에 해마가 산다』 이민혜 『너는 나의 달콤한 □□』 하은경 『안녕, 스퐁나무』
- 제9회 이영서 『책과 노니는 집』
- 제10회 전성희 『거짓말 학교』 류화선 『곰의 아이들』
- 제11회 한윤섭 『봉주르, 뚜르』 최양선 『몬스터 바이러스 도시』
- 제12회 이은용 『열세 번째 아이』
- 제13회 이나영 『시간 가게』
- 제14회 김선정 『방학 탐구 생활』 천효정 『삼백이의 칠일장』 이정아 『신고해도 되나요?』
- 제15회 김진희 『노잣돈 갚기 프로젝트』
- 제16회 김수빈 『여름이 반짝』
- 제17회 김태호 『제후의 선택』외 차영아 『쿵푸 아니고 똥푸』
- 제18회 주미경 『와우바우의 첫 책』외

### 문학동네 청소년 문학상
- 제1회  손현주 『불량가족 레시피』
- 제2회  마윤제 『검은개들의 왕』
- 제3회  오문세 『그치지 않는 비』
- 제4회  김봉래 『흑룡전설 용지호』
- 제5회  이선주 『창밖의 아이들』
- 제6회 손서은 『테오도루 24번지』
- 제7회 우광훈 『나의 슈퍼히어로 뽑기맨』
- 제8회 이꽃님 『세계를 건너 너에게 갈게』
- 제9회 황영미 『체리새우: 비밀글입니다』
- 제10회 허진희 『독고솜에게 반하면
- 제 11회 문경빈 『훌훌』
- 제12회 김수빈 『고요한 우연』
- 제13회 없음
- 제14회 황보나『네임스티커』

### 문학동네 동시 문학상
- 제1회 김개미 『어이없는 놈』
- 제2회 김륭 『엄마의 법칙』
- 제3회 주미경 『나 쌀벌레야』
- 제4회 박해정 『넌 어느 지구에 사니?』
- 제5회 김준현 『나는 법』외

### 문학동네 대학 소설상
- 제1회 하상훈 『아프리카의 뿔』, 이종산 『코끼리는 안녕,』
- 제2회 김수연 『브라더 케빈』
- 제3회 정지향 『초록 가죽소파 표류기』
- 제4회 임솔아 『최선의 삶』
- 제5회 이희주 『환상통』

### 문학동네 작가상
- 제1회 김영하 『나는 나를 파괴할 권리가 있다』, 조경란 『식빵 굽는 시간』 (공동수상)
- 제2회 전혜성  『마요네즈』
- 제4회 이신조  『기대어 앉은 오후』
- 제5회 이지민  『모던보이―망하거나 죽지 않고 살 수 있겠니』
- 제6회 박현욱  『동정 없는 세상』
- 제8회 박민규  『지구영웅전설』
- 제9회 전수찬  『어느덧 일주일』
- 제10회 안보윤 『악어떼가 나왔다』
- 제11회 이상운 『내 머릿속의 개들』
- 제12회 정한아 『달의 바다』
- 제14회 장은진 『아무도 편지하지 않다』
- 제15회 김유철 『사라다 햄버튼의 겨울』
- 제16회 황현진 『죽을 만큼 아프진 않아』
- 제18회 홍희정 『시간 있으면 나 좀 좋아해줘』
- 제20회 장강명 『그믐, 또는 당신이 세계를 기억하는 방식』

### 문학동네 신인상
- 제1회  김현영 류소영 이현수(소설) 진수미 최갑수(시) 김수이(평론)
- 제2회  김종렬 김은경(소설) 김종훈(시)
- 제3회  김종광(소설) 이영수 김충규(시)
- 제4회  김숨 이만교(소설) 김근(시)
- 제5회  김숙(소설) 문석암 박은희(시)
- 제6회  도태우(소설) 전남진(시)
- 제7회  이영주 정영(시) 김형중(평론)
- 제8회  강설애(소설) 안현미(시)
- 제9회  박영선 한성우(소설) 조동범(시)
- 제10회 천명관(소설) 송승환(시)
- 제11회 김유진(소설) 조영석(시) 김미정(평론)
- 제12회 강성은(시)
- 제13회 박주현 백영옥(소설) 조인호(시) 김나정(평론)
- 제14회 전혜정(소설) 주원익(시) 이도연(평론)
- 제15회 이영훈(소설) 조효원(평론)
- 제16회 기준영(소설) 이선욱(시)
- 제17회 오나영(소설) 김재훈(시)
- 제18회 이상우(소설) 최예슬(시)
- 제19회 한은형(소설) 남지은(시) 황현경(평론)
- 제20회 전은지(소설) 황유원(시)
- 제21회 이나리(소설) 구현우(시) 이재경(평론)
- 제22회 김남숙(소설) 홍지호(시) 최진석(평론)
- 제23회 박상영(소설) 김정진(시)
- 제24회 고진권(소설) 장혜령(시)
- 제25회 김지연(소설) 박세랑(시) 김건형 오은교(평론)
- 제26회 전하영(소설) 한여진(시)